# Polymère ramifié

Illustration d'un polymère ramifié.

Un polymère ramifié (ou branché) est un polymère présentant au moins un point de ramification entre ses deux groupes terminaux, un point de ramification (aussi appelé point de branchement) étant un point d'une chaîne sur lequel est fixée une chaîne latérale aussi appelée branche ou chaîne pendante. La chaîne latérale est dite greffon lorsque sa composition est différente de celle de la chaîne principale, terme choisi par analogie avec les greffes en botanique.
Dans le cas précis des polymères, une chaîne latérale désigne un substituant oligomère ou polymère fixé à une chaîne macromoléculaire. Les ramifications oligomères peuvent être appelées branches courtes et les ramifications polymères peuvent être appelées branches longues.
Les chaînes latérales des polymères ramifiés ne doivent pas être confondues avec les groupes latéraux (ou pendants) des polymères linéaires. Contrairement aux chaînes latérales, les groupes latéraux sont des substituants d'une chaîne qui ne sont ni des oligomères ni des polymères.

## Principaux types
Selon la présence éventuelle d'un pseudo-centre, les polymères ramifiés sont dits linéaires ou globulaires.
|                                                                                         | Ramifications principales | Sans ramifications secondaires                                              | Avec ramifications secondaires non-dendritiques                     | Avec ramifications secondaires dendritiques |
| --------------------------------------------------------------------------------------- | ------------------------- | --------------------------------------------------------------------------- | ------------------------------------------------------------------- | ------------------------------------------- |
| Polymères linéaires ramifiés : une chaîne linéaire porte les ramifications principales. | Aléatoires                | Polymères à ramifications aléatoires sans ramifications secondaires         | Polymères à ramifications aléatoires avec ramifications secondaires |                                             |
| Polymères linéaires ramifiés : une chaîne linéaire porte les ramifications principales. | Régulières                | Polymères greffés, polymères en peigne, polymères en goupillon ou en brosse |                                                                     | Dendronized polymers (en anglais)           |
| Polymères globulaires : un cœur central porte les ramifications principales.            | Aléatoires                |                                                                             | Polymères hyperbranchés                                             |                                             |
| Polymères globulaires : un cœur central porte les ramifications principales.            | Régulières                | Polymères en étoile                                                         |                                                                     | Dendrimères                                 |

### Polymères linéaires
Dans les polymères linéaires, la chaîne linéaire porte les ramifications. Ces dernières peuvent être :
- aléatoires sans ou avec ramifications secondaires ;
- systématiques et régulières :
  - sans ramification secondaire :
    - polymère greffé : une ou plusieurs sortes de blocs sont connectées latéralement à la chaîne principale, ces chaînes latérales étant de constitution ou de disposition spatiale différente de celle de la chaîne principale,
    - polymère en peigne : constitué d'une chaîne principale présentant de multiples points de ramification de degré 3 dont chacun est le point de départ d'une chaîne latérale linéaire,
    - polymère en goupillon ou en brosse : constitué d’une chaîne principale présentant de multiples points de ramification de degré 3 et au moins un autre point de ramification d’un degré supérieur à trois[2] ;

  - avec ramifications secondaires dendritiques (en anglais dendronized polymer).

### Polymères globulaires
Dans un polymère globulaire, les ramifications émanent du centre (ou pseudo-centre) du polymère. Ces ramifications peuvent être :
- sans ramification secondaire : 
  - polymère en étoile : un seul point de ramification est l'une des deux extrémités de plusieurs chaînes linéaires ;
- avec ramifications secondaires, qui peuvent être :
  - aléatoires : polymère hyperbranché : ce polymère est une macromolécule tridimensionnelle hautement ramifiée au hasard, ayant un grand nombre de groupes terminaux. Il est constitué de chaînes qui émanent d'un seul point, le pseudo-centre,
  - systématiques et régulières : dendrimère ; contrairement aux polymères aléatoirement hyperbranchés, la structure des dendrimères est régulière et hautement symétrique.

Le tableau suivant compare ces trois familles de polymères globulaires :
|                                | Polymère en étoile                  | Polymère hyperbranché               | Dendrimère                                                |
| ------------------------------ | ----------------------------------- | ----------------------------------- | --------------------------------------------------------- |
| Nombre d'étapes de synthèse    | Une seule étape : synthèse monotope | Une seule étape : synthèse monotope | Plusieurs étapes avec une purification entre chaque étape |
| Structure                      | Régulière                           | Aléatoire                           | Régulière et hautement symétrique                         |
| Cœur                           | Centre                              | Pseudo-centre                       | Centre                                                    |
| Génération                     |                                     | Pseudo-génération                   | Génération                                                |
| Degré de branchement (DB)      | DB = 0                              | 0 < DB < 1                          | En général DB = 1                                         |
| Indice de polymolécularité (I) |                                     | Polydispersés : I > 1,05            | En général monodispersés : I entre 1,00 et 1,05           |

## Synthèse
La ramification d'un polymère peut être volontaire ou pas. Elle peut avoir lieu lors de la polymérisation ou de la modification chimique des polymères. Il existe deux méthodes principales de synthèse de polymères ramifiés : synthèse divergente et synthèse convergente. 

### Synthèse des polymères linéaires ramifiés aléatoires
La ramification a lieu spontanément durant la polymérisation comme c'est le cas de la polymérisation radicalaire de l'éthylène pour former le polyéthylène basse densité (PE-BD). Pour prévenir l'apparition de ramifications sur les chaînes de polyéthylène, une polymérisation coordinative est nécessaire.

### Synthèse des polymères linéaires ramifiés non aléatoires
La formation des ramifications se fait : 
- durant la formation de la chaîne principale :
  - synthèse avec des macromonomères : un macromonomère étant une macromolécule dont un seul groupe terminal lui permet de se comporter comme un monomère. La polymérisation a lieu entre les monomères et les macromonomères ;
- après la formation de la chaîne principale :
  - synthèse convergente (en anglais grafting onto) : des chaînes déjà existantes s'additionnent à la chaîne d’un polymère déjà existant,
  - synthèse divergente (en anglais grafting from) : la synthèse commence avec un mélange de monomères et d'un polymère. La ramification démarre au niveau de la chaîne du polymère déjà existant.

### Synthèse des polymères globulaires
Les deux méthodes précédemment évoquées sont utilisables :
- synthèse convergente (en anglais arms first) assemble la molécule de l'extérieur vers le noyau ;
- synthèse divergente (en anglais core first): assemble la molécule à partir du noyau jusqu'à la périphérie.

Les polymères globulaires sont obtenues à partir de monomères de type ABx :
- si x = 1, le polymère est en étoile ;
- si x ≥ 2, le polymère est un polymère hyperbranché ou un dendrimère.

La synthèse des polymères globulaires se fait généralement :
- en une seule étape (synthèse monotope) dans le cas des polymères hyperbranchés et des polymères en étoile ;
- en plusieurs étapes dans le cas des dendrimères.

## Exemples
Les polymères ramifiés peuvent être naturels ou synthétiques.

### Polymères synthétiques
Il existe un très grand nombre de polymères ramifiés fabriqués synthétiquement, en voici un exemple : lors de la fabrication du polytéréphtalate d'éthylène (PET), il est possible de remplacer une petite fraction de l'éthylène glycol par du glycérol qui possède trois groupes hydroxyle (-OH). Ce motif trifonctionnel s'insère dans la chaîne et se lie à trois groupes carboxyle (-COOH) pour former un point de ramification.

### Polymères naturels
- Origine végétale : amylopectine, dextrane, hémicellulose, gomme arabique.
- Origine animale : glycogène.

## Caractéristiques
Le changement de propriété le plus important introduit par les ramifications est l'abaissement de la cristallinité car les polymères ramifiés ne peuvent pas se placer aussi facilement que les polymères linéaires dans une maille cristalline.